# Copiula
Copiula – rodzaj płazów bezogonowych z podrodziny Asterophryinae w rodzinie wąskopyskowatych (Microhylidae).

## Zasięg występowania
Rodzaj obejmuje gatunki występujące endemicznie na Nowej Gwinei.

## Systematyka

### Podział systematyczny
Do rodzaju należą następujące gatunki:
- Copiula annanoreenae Günther, Richards & Dahl, 2014
- Copiula bisyllaba Günther & Richards, 2020
- Copiula derongo (Zweifel, 2000)
- Copiula exspectata Günther, 2002
- Copiula fistulans Menzies & Tyler, 1977
- Copiula guttata (Zweifel, 2000)
- Copiula lennarti Günther, Richards & Dahl, 2014
- Copiula major Günther, 2002
- Copiula minor Menzies & Tyler, 1977
- Copiula mosbyae Günther & Richards, 2020
- Copiula obsti Günther, 2002
- Copiula oxyrhina (Boulenger, 1898)
- Copiula pipiens Burton & Stocks, 1986
- Copiula rivularis (Zweifel, 2000)
- Copiula tyleri Burton, 1990